# Roy Sentjens
Roy Sentjens (Neerpelt, België, 15 december 1980) is een voormalig Belgisch wielrenner. Sentjens had aanvankelijk een dubbele nationaliteit: zijn moeder is Belgische en zijn vader Nederlander.
Hij maakte in 2002 zijn profdebuut, maar reed al sinds 1997 voor het Nederlandse team Rabobank. In 2003 won hij de wedstrijd Kuurne-Brussel-Kuurne; in 2004 een etappe in de Noord-Nederland Tour. In 2007 stapte Sentjens over naar het Belgische team Predictor - Lotto.
Op 8 september 2010 werd hij voorlopig geschorst door de internationale wielerbond. Tijdens een controle buiten competitie werden sporen van epo gevonden in zijn urine. Twee dagen later bekende Sentjens zijn dopinggebruik. Hij kondigde onmiddellijk ook het einde van zijn carrière aan. Roy Sentjens reed op dat moment voor Team Milram.
In september 2012 keerde Sentjes terug in het peloton. Hij zou dan voor Cyclingteam De Rijke/Shanks het seizoen afmaken. Op 24 april 2013 maakte hij bekend opnieuw te stoppen met wielrennen.

## Belangrijkste overwinningen
2001
- Ronde van Vlaanderen U23
- Grote Paasprijs
- 3e etappe Flèche du Sud
- 4e etappe en eindklassement Ronde van Antwerpen

2003
- Kuurne-Brussel-Kuurne

2004
- Noord-Nederland Tour
- Profronde van Fryslân

2006
- GP Gerrie Knetemann
- GP Dr. Eugeen Roggeman – Stekene

2007
- Druivenkoers Overijse

2008
- GP Stad Zottegem

## Resultaten in voornaamste wedstrijden
| Jaar | Ronde van Italië | Ronde van Frankrijk | Ronde van Spanje |
| ---- | ---------------- | ------------------- | ---------------- |
| 2003 |                  |                     |                  |
| 2004 |                  |                     |                  |
| 2005 | 135e             |                     |                  |
| 2007 |                  |                     | 79e              |
| 2008 |                  |                     | 33e              |
| 2009 |                  |                     |                  |
| 2010 |                  |                     | opgave           |

| Jaar | Milaan-San Remo | Gent-Wevelgem | Ronde van Vlaanderen | Parijs-Roubaix | Amstel Gold Race | Kuurne-Brussel-Kuurne | Omloop Het Nieuwsblad | E3 Harelbeke |
| ---- | --------------- | ------------- | -------------------- | -------------- | ---------------- | --------------------- | --------------------- | ------------ |
| 2003 |                 |               |                      |                |                  | ↑                     | 25e                   |              |
| 2004 |                 |               | 100e                 |                |                  |                       |                       | 15e          |
| 2005 |                 | 31e           |                      | 26e            |                  | 6e                    | 7e                    | 30e          |
| 2007 |                 | 99e           |                      | 60e            |                  | 17e                   | 25e                   | 6e           |
| 2008 |                 |               | 47e                  | 108e           |                  | 27e                   | 20e                   | 27e          |
| 2009 |                 | 49e           | 16e                  |                |                  |                       | 21e                   |              |
| 2010 | 147e            | 40e           | 21e                  |                | 39e              |                       | 129e                  |              |